# 전라남도무안교육지원청
전라남도무안교육지원청(全羅南道務安敎育支援廳, Muan Office of Education)은 전라남도 무안군을 관할하는 전라남도교육청 산하의 교육지원청이다. 단, 중학교, 고등학교는 모두 남녀공학이다.
교육장은 장학관으로 보한다.

## 산하 기관

### 유치원
| - 남악유치원 - 오룡유치원 - 제일로유치원 | - 자연나라숲속유치원 - 프렌즈유치원 |

### 초등학교
| - 남악초등학교 - 망운초등학교 - 몽탄초등학교 - 무안초등학교 - 삼향동초등학교 | - 삼향북초등학교 - 삼향초등학교 - 오룡초등학교 - 운남초등학교 - 일로동초등학교 | - 일로초등학교 - 청망분교 - 청계남초등학교 - 청계북초등학교 - 청계초등학교 | - 해제남초등학교 - 해제초등학교 - 현경북초등학교 - 현경초등학교 - 무안행복초등학교 |

### 중학교
| - 남악중학교 - 망운중학교 - 무안몽탄중학교 | - 무안북중학교 - 무안중학교 - 무안청계중학교 | - 무안현경중학교 - 오룡중학교 - 무안행복중학교 | - 전남체육중학교 - 해제중학교 |

### 고등학교
| - 무안고등학교 - 전남체육고등학교 - 남악고등학교 - 백제고등학교 - 전남예술고등학교 |